# 日本女子ボウリング機構
一般社団法人日本女子ボウリング機構（にほんじょしボウリングきこう、Ladies Bowling Organization of Japan : LBO）は、かつて存在した日本における女子のボウリング競技を統括する組織(2013年に解散)。

## 概要
新たな女子ボウリング選手の発掘・育成と、ボウリング界及びスポーツ界の発展を目的として2010年2月1日に設立。日本プロボウリング協会（JPBA）から12名の女子プロボウラーが移籍しチャーターメンバーとなった。
当機構の設立に関しては、かつてJPBAの大会スポンサーを務めていたDHCが中心となっており、同社社長の吉田嘉明が名誉会長に就任していた。
2013年10月21日に公式ウェブサイト上で2013年末をもって解散することを発表した。
解散時、会長職に就いていたのは清水弘子。

## プロボウラー一覧
LBOプロボウラーチャーターメンバー
- №1清水弘子　元JPBA2005年38期生　旧ライセンス№405　PBAプロ→2021年53期生としてJPBA復帰　ライセンス№585
- №2遠藤千枝　元JPBA1974年6期生　旧ライセンス№146　現在PBAプロ　寒川セントラルボウル所属
- №3鷲塚志麻　元JPBA1999年32期生　旧ライセンス№334　現在PBAプロとして活動中
- №4菊地優花　元JPBA2000年33期生　旧ライセンス№354
- №5柴田知美　元JPBA2003年36期生　旧ライセンス№376
- №6高坂麻衣　元JPBA2006年39期生　旧ライセンス№418　現在PBAプロとして厚木プラザボウル所属
- №7佐々木優香　元JPBA2009年42期生　旧ライセンス№461　現在PBAプロ　DHC所属
- №8小池ゆかり　元JPBA2004年37期生　旧ライセンス№398
- №9シンチア・クリスティーナ（繩手シンチア）元JPBA2005年38期生　旧ライセンス№413
- №10秋吉夕紀　元JPBA2008年41期生　旧ライセンス№442　PBAプロ→2024年56期生としてJPBA復帰　ライセンス№613 本八幡スターレーン所属
- №11中嶋由美　元JPBA2008年41期生　旧ライセンス№443　PBAプロ→2022年54期生としてJPBA復帰　ライセンス№592 アイキョーボウラーズガーデン所属
- №12大石茜　　元JPBA2008年41期生　旧ライセンス№448

LBOプロボウラー
- №13平野明子
- №14中島美穂
- №15殿井ニラワティ　現JPBA2015年48期生　ライセンス№536 蒲田IMON ボウル所属
- №16玉城妙子　現JPBA2014年47期生　ライセンス№510 ギノワンボウル所属
- №17奥野栄　　JPBA2014年47期生　ライセンス№511→荻久保栄に登録名変更後2018年JPBA退会
- №18上地陽子
- №19矢野朋美　現在PBAプロ
- №20田中美紅
- №21大庭小百合
- №22佐野優海
- №23福原明美　現JPBA2015年48期生　ライセンス№531 葛西トウキュウボウル所属
- №24山口美代
- №25石本裕恵
- №26夏賀淳子　元JPBA1992年25期生　旧ライセンス№270→現在PBAプロ
- №27土屋佑佳　元JPBA2007年40期生　旧ライセンス№424→PBAプロ→2022年54期生としてJPBA復帰　ライセンス№588 相模ファーストレーン所属蒲田
- №28碓井靖代　元JPBA2005年38期生　旧ライセンス№411→現在PBAプロ
- №29飯田宏美
- №30及部優実
- №31福島一美　現JPBA2017年50期生　ライセンス№565 神奈中平塚ボウル所属
- №32田中美佳　現JPBA2023年55期生　ライセンス№606 北小金ボウル所属
- №33星野恵梨　現JPBA2016年49期生　ライセンス№546 ACグランド所属
- №34高井佳子
- №35大熊みちよ　現在PBAプロ
- №36本間成美　現JPBA2014年47期生　ライセンス№517 相模原パークレーンズ→現在アイキョーボウル所属
- №37阪本　彩　現JPBA2015年48期生　ライセンス№527
- №38田中結花
- №39漆崎愛弓

## 主な大会
- DHCレディースボウリングツアー